# مشهيات (فلم 1991)
مشهيات (بالإنجليزية: Delicatessen) فيلم كوميديا سوداء فرنسي لعام 1991 من إخراج جون بيير جونيه ومارك كارو، وبطولة دومينيك بينون وماري لوري دوجناك. صدر في أمريكا الشمالية تحت عنوان «قدمه تيري جيليام presented by Terry Gilliam».

## طاقم التمثيل
- دومينيك بينون: في دور لويسون

- ماري لوري دوجناك: في دور جولي كلابت

- جان كلود دريفوس: في دور كلابت

- كارين فيارد: في دور مادموزيل بلاس

- تيكي هولجادو: في دور مارسيل تابيوكا

- إديث كير: في دور جدة

- روفوس: في دور روبرت كوب

- جاك ماتو: في دور روجر

- هوارد فيرنون: في دور رجل الضفدع

- مارك كارو: في دور فوكس[3]

## أحداث الفيلم
يحدث نقص في الطعام في وقت ما بعد نهاية العالم، وتستخدم الحبوب كعملة، وفي مبنى سكني متهدم في فرنسا، يوجد في الطابق الأرضي محل جزار يديره المالك، كلابت، الذي ينشر فرص عمل في الصحف كوسيلة لجذب الضحايا إلى المبنى، الذين يقتلهم الجزارين كمصدر رخيص للحوم لبيعه للمستأجرين.
بعد مقتل آخر عاملة، يتقدم مهرج السيرك العاطل عن العمل لويسون لشغل الوظيفة الشاغرة. أثناء صيانته الروتينية، يصبح صديقًا لابنة كلابت، جولي، وهي علاقة تتطور ببطء لتصبح رومانسية. يثبت لويسون أنه عامل رائع، ويقع العديد من المستأجرين تحت سحر لويسون الصبياني، مما يقلق الآخرين الذين هم أكثر قلقًا على سلامتهم إذا احتاجوا إلى اللحوم. تنزل جولي إلى المجاري إدراكًا منها لدوافع والدها، للتواصل مع مجموعة «سكان الكهوف» المخيفة، وهي مجموعة من المتمردين النباتيين، الذين تقنعهم بالمساعدة في إنقاذ لويسون.
أثناء قتل امرأة عجوز، يهاجم سكان الكهوف لكن يتم صدهم. يقوم كلابت بمساعدة المستأجرين غير المتعاطفين، باقتحام غرفة لويسون في محاولة لقتله. يقاوم لويسون وجولي بإغراق نفسيهما، في حمام الطابق العلوي حتى يفتح كلابت الباب، ويطلق الفيضان ويدفع بالمهاجمين بعيدًا. يعود كلابت بسكين لويسون ويقتل نفسه عن غير قصد. ينتهي الفيلم  ولويسون وجولي يعزفون الموسيقى معًا على سطح مبنى سكني هادئ.

## استقبال الفيلم
تم استقبال الفيلم بشكل جيد. كتبت مجلة «فارايتي»: «فيلم صغير مهرج يمثل ظهورًا مذهلاً وذكيًا»، ووصفته مجلة «إمباير» بأنه «رهان عادل على العبادة، وهو محبوب أكثر بكثير مما يوحي به موضوعه، وهو ببساطة مشاهدة ضرورية للنباتيين»، ومع ذلك، لم تكن جميع المراجعات إيجابية، حيث قالت صحيفة نيويورك تايمز: «إن النصف ساعة الأخيرة مكرسة بشكل أساسي للسماح للشخصيات بتحطيم المجموعات، وتصبح حرفياً عملية غسيل عندما يفيض حوض الاستحمام».
حصل الفيلم على تقييم مقداره 89% بناء على آراء 54 ناقد فني على موقع الطماطم الفاسدة، وكتب الإجماع النقدي للموقع: «يجمع المخرج جان بيير جونيه براعة الرعب والخيال العلمي والفكاهة، هي كوميديا مروعة تدور أحداثها في ديستوبيا مستقبلية ساحرة بصريًا»، وحصل الفيلم على تقييم مقداره 66% بناء على آراء 17 ناقد فني على موقع ميتاكريتيك.
فاز الفيلم وترشح لعدة جوائز أوروبية مهمة. في حفل توزيع جوائز سيزار César Awards، فاز بجائزة أفضل مونتاج، وأفضل ظهور لأول مرة، وأفضل تصميم إنتاج، وأفضل كتابة، وفي حفل توزيع جوائز الفيلم الأوروبي European Film Awards، فاز بجائزة أفضل تصميم، وفي المهرجان السينمائي الدولي في البرتغال في «فنتاسبورتو Fantasporto»، فاز بجائزة لجنة تحكيم الجمهور، وفي نقابة دار فن السينما الألماني فاز بجائزة أفضل فيلم أجنبي، وفي مهرجان سيتجيس Sitges في اسبانيا فاز بجائزة أفضل ممثل، وأفضل مخرج، وأفضل موسيقى تصويرية أصليّة، وجائزة نقاد وكتاب السيناريو الكاتالونيين.
فاز الفيلم  في مهرجان طوكيو السينمائي الدولي، بالجائزة الذهبية. تم ترشيح الفيلم للجائزة الكبرى للنقابة البلجيكية لنقاد السينما. كما تلقت ترشيحات لهذه الاحتفالات وكذلك لجوائز بافتا BAFTA.

## وصلات خارجية
- مقالات تستعمل روابط فنية بلا صلة مع ويكي بيانات